# Lijst van luchtvaartongevallen
Deze lijst van luchtvaartongevallen probeert een volledig chronologisch beeld te geven van luchtvaartongevallen door de jaren heen.

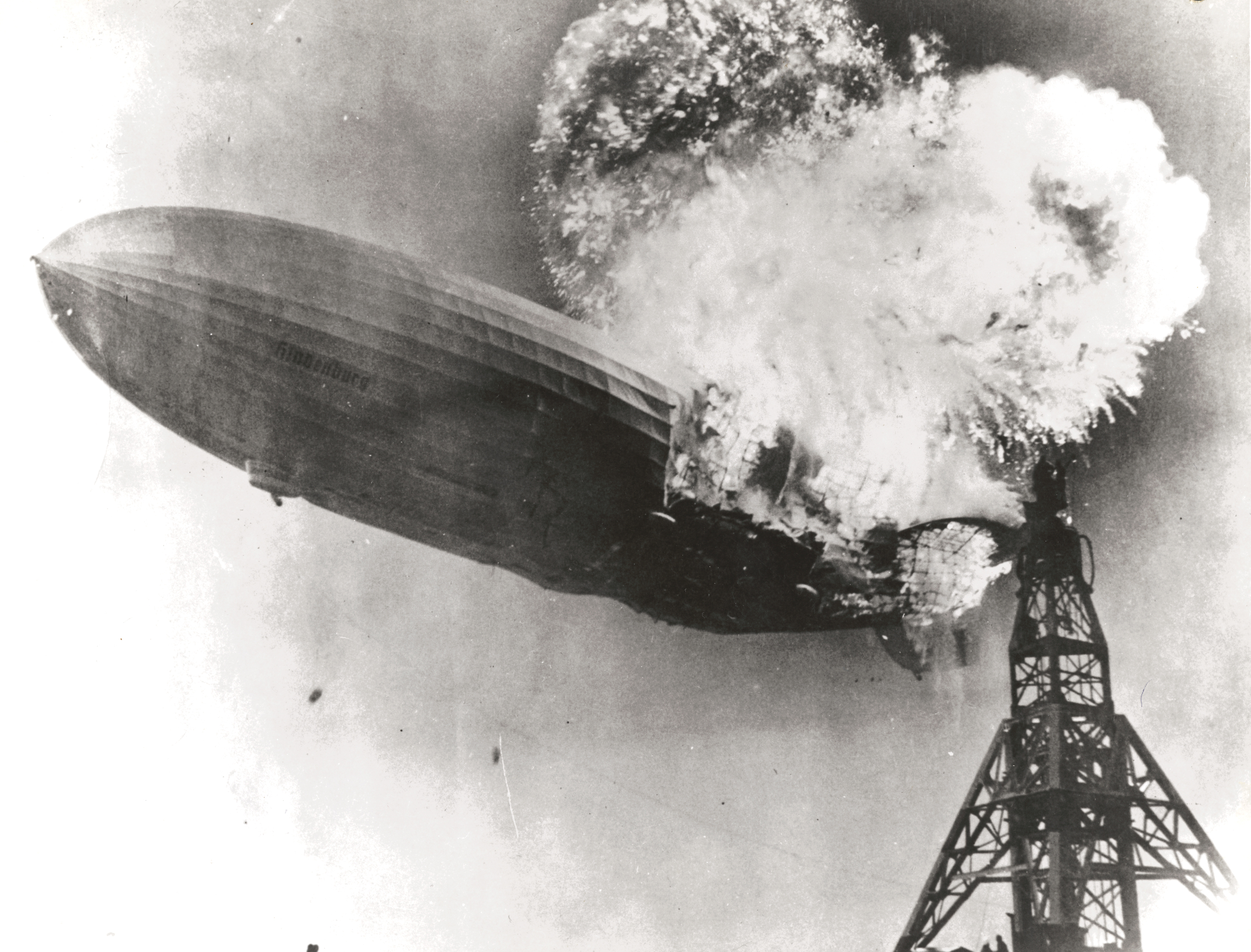
De ramp met de Hindenburg in 1937

## Voor 1930
| Jaar | Datum | Omschrijving | Artikel |
| ---- | ----- | --- | ------- |
| 1896 | 09-08 | Otto Lilienthal verongelukt bij het testen van een van zijn vele zweefvliegtuigen. |         |
| 1908 | 17-09 | Eerste luitenant Thomas Selfridge is slachtoffer van een vliegtuigcrash. Hij zit als passagier aan boord van de Wright Flyer III, bestuurd door Orville Wright, tijdens een demonstratie van het vliegtuig voor het Amerikaanse leger. Als de rechter propeller breekt stort het vliegtuig neer. Selfridges schedel wordt verbrijzeld en hij overlijdt later die dag aan zijn verwondingen. Orville Wright overleeft de crash. |         |
| 1920 | 14-12 | Een Handley Page HP.16 van AT&T stort vlak na het opstijgen neer in een bos bij Cricklewood, Engeland. 4 van de 8 inzittenden komen om. |         |
| 1922 | 07-04 | Daimler Airway de Havilland DH.18 G-EAWO komt boven Thieuloy-Saint-Antoine in botsing met CGEA Farman F.60 Goliath F-GEAD. Alle 7 inzittenden komen om het leven. Dit is het eerste ongeluk waarbij twee vliegtuigen in de lucht tegen elkaar botsen. |         |

## 1930–1939
| Jaar | Datum | Omschrijving | Artikel                |
| ---- | ----- | --- | ---------------------- |
| 1930 | 05-10 | De Britse zeppelin R101 stort bij Beauvais neer tijdens zijn eerste passagiersvlucht. 48 van de 54 opvarenden komen om. | HMA R101               |
| 1931 | 21-03 | Australian National Airways Avro 618 Ten "Southern Cloud" stort tijdens een vlucht van Sydney naar Melbourne neer boven de Australische Alpen, waarschijnlijk door slechte weersomstandigheden. Alle 8 inzittenden komen om. Het wrak van de "Southern Cloud" wordt pas 27 jaar later bij toeval teruggevonden. |                        |
| 1931 | 31-03 | Een Fokker F-10 Trimotor van TWA (vlucht 599) stort neer bij Cottonwood Falls in Kansas, waarbij alle 8 inzittenden om het leven komen. |                        |
| 1933 | 10-10 | Een Boeing 247 van United Airlines ontploft boven Chesterton, Indiana, waarbij alle 7 inzittenden om het leven komen. Het is de eerste vliegramp waarbij een passagiersvliegtuig door sabotage verongelukt. |                        |
| 1934 | 20-12 | KLM Douglas DC-2 PH-AJU "Uiver" komt onderweg van Nederland naar Indië in de problemen door een hevig noodweer en stort neer in de Syrische woestijn. Niemand van de vier bemanningsleden en drie passagiers overleeft het ongeval.                                                                             | Uiver                  |
| 1935 | 06-04 | KLM Fokker F.XII PH-AFL "Leeuwerik" stort neer bij Brilon, vermoedelijk als gevolg van te laag vliegen. Beide passagiers en de 5 bemanningsleden komen om het leven. |                        |
| 1935 | 18-05 | De Toepolev ANT-20 "Maxim Gorki" raakt tijdens een demonstratievlucht de vleugel van een Iljoesjin gevechtsvliegtuig. Beide toestellen storten neer op een woonwijk van Moskou. 45 mensen komen om, waaronder 11 bemanningsleden.                                                                               |                        |
| 1936 | 09-12 | De DC-2 PH-AKL "Lijster" van KLM verongelukt vlak na vertrek van Croydon Airport richting Schiphol. In dichte mist raakt het vliegtuig een schoorsteen en boort zich daarna in een leegstaand huis, waarna het in brand vliegt. Alle dertien passagiers en twee van de vier bemanningsleden komen om.           | Crash van de "Lijster" |
| 1937 | 12-01 | Een Boeing 247D van Western Air Express, op weg van Salt Lake City naar Burbank, vliegt tegen Pinetos Peak, ten noordoosten van San Fernando, Californië. 5 van de 13 inzittenden komen om, waaronder 1 bemanningslid.                                                                                          |                        |
| 1937 | 06-05 | Bij het aanmeren in Lakehurst vat de Duitse zeppelin Hindenburg vlam en stort neer. 13 passagiers, 22 bemanningsleden en 1 medewerker op de grond vinden de dood. | LZ129 "Hindenburg"     |
| 1937 | 16-11 | Een Junkers Ju 52/3m van de Belgische maatschappij Sabena, onderweg van Keulen naar Londen stort neer bij Oostende. Alle inzittenden, onder wie de groothertogin-weduwe Eleonore van Hessen-Darmstadt, haar zoon George Donatus, diens vrouw Cecilia en hun twee zoontjes, komen om het leven.                  | Sabena-vlucht OO-AUB   |
| 1938 | 10-01 | Northwest Airlines vlucht 2, een Lockheed L-14 Super Electra, stort neer bij Bozeman, Montana. Alle 10 inzittenden komen om het leven. |                        |
| 1938 | 25-10 | Een Douglas DC-2 van Australian National Airways stort neer in dichte mist tijdens een vlucht van Melbourne naar Adelaide. Alle 18 inzittenden komen om het leven, waaronder de 4 bemanningsleden. |                        |
| 1938 | 14-11 | Een Douglas DC-3 van de KLM stort vlak voor de landing op Schiphol neer. 6 van de 19 inzittenden komen om het leven, waaronder 4 van de 5 bemanningsleden. | Crash van de IJsvogel  |
| 1939 | 13-01 | Northwest Airlines vlucht 1, een Lockheed L-14H Super Electra, stort kort na het opstijgen neer bij Miles City, Montana. De 4 inzittenden komen allen om. |                        |

## 1940–1949
| Jaar | Datum | Omschrijving | Artikel                                                  |
| ---- | ----- | --- | -------------------------------------------------------- |
| 1941 | 26-02 | Eastern Airlines vlucht 21, een Douglas DC-3, stort neer terwijl het de landing inzet op Atlanta. 11 van de 25 inzittenden overleven de crash, waaronder Eddie Rickenbacker. |                                                          |
| 1942 | 16-01 | Western Airlines vlucht 3, een Douglas DC-3, vliegt tegen Mount Potosi, ongeveer 50 kilometer ten zuidwesten van Las Vegas. Alle 22 inzittenden komen om, waaronder actrice Carole Lombard. |                                                          |
| 1945 | 28-07 | Een middelzware bommenwerper van het type B-25 Mitchell vliegt bij dichte mist het Empire State Building in New York binnen. De drie bemanningsleden alsmede 11 mensen in het gebouw komen om het leven. |                                                          |
| 1946 | 18-09 | Een Sabena-lijnvlucht uitgevoerd met een Douglas DC-4 met vliegtuigregistratienummer "OO-CBG" verongelukt in dichte mist bij de tussenlanding op Gander Airport. 6 van de 7 bemanningsleden en 21 van de 37 passagiers aan boord overleven de crash niet. | Vliegtuigongeluk bij Gander Airport op 18 september 1946 |
| 1946 | 14-11 | Een Douglas DC-3 (C-47) van de Koninklijke Luchtvaart Maatschappij met registratienummer PH-TBW stort neer bij Schiphol als gevolg van een foutieve landing. Alle 21 passagiers en de 5 bemanningsleden komen om het leven. Onder de passagiers bevindt zich de schrijver Herman de Man. | Crash van de PH-TBW                                      |
| 1947 | 26-01 | Een Douglas DC-3 van de Koninklijke Luchtvaart Maatschappij komt in moeilijkheden na een tussenlanding op de Deense luchthaven Kastrup. Even na het opstijgen stort het toestel vanaf een hoogte van 50 meter met zijn neus naar beneden en ontploft. Alle 22 inzittenden, waaronder de Zweedse kroonprins Gustaaf Adolf en de Amerikaanse operazangeres en actrice Grace Moore komen om het leven. | KLM-vlucht PH-TCR                                        |
| 1947 | 12-08 | British South American Airways Avro Lancaster G-AGWH "Star Dust" verdwijnt boven de Andes nadat het de code STENDEC heeft verzonden. Alle 13 inzittenden komen om het leven, waaronder 4 bemanningsleden. Het lot van het vliegtuig blijft een mysterie totdat het wrak in 2000 wordt gevonden. | Ongeval met de Star Dust                                 |
| 1947 | 24-10 | United Airlines Douglas DC-6 vlucht 608 stort net na het opstijgen van Bryce Canyon Airport, Utah neer door een constructiefout. Alle 52 inzittenden komen om. |                                                          |
| 1948 | 28-01 | Een Douglas DC-3 gecharterd door de Amerikaanse immigratiedienst stort neer in de heuvels ten westen van Coalinga, Californië. Alle 32 inzittenden verliezen het leven. Het ongeluk wordt bezongen door Woody Guthrie in zijn protestlied Deportees. |                                                          |
| 1948 | 12-03 | Northwest Airlines vlucht 4422, een Douglas DC-4, vliegt tegen Mount Sanford in Alaska. Alle 30 inzittenden komen om het leven. |                                                          |
| 1948 | 06-04 | Een Vickers VC.1 Viking van British European Airways en een Jakovlev Jak-3 botsen bij Berlin-Gatow. 15 mensen komen om, waaronder de piloot van de Jakovlev. |                                                          |
| 1948 | 17-06 | United Airlines vlucht 624, een Douglas DC-4, vliegt tegen Mount Carmel, Pennsylvania. Alle 43 inzittenden komen om het leven. |                                                          |
| 1948 | 17-07 | "Miss Macao", een Catalina van Cathay Pacific wordt onderweg van Macau naar Hongkong boven de delta van de Parelrivier gekaapt. De kapers proberen de 23 passagiers en drie bemanningsleden te beroven. Na een gevecht in de cockpit stort het vliegtuig neer. Op een van de kapers na komen alle inzittenden om het leven.                                                                         |                                                          |
| 1948 | 02-10 | Een Short Sandringham van Det Norske Luftartselskap stort neer tijdens de landing bij Trondheim, Noorwegen. 19 mensen komen om. Onder de overlevenden is filosoof Bertrand Russell. |                                                          |
| 1948 | 20-10 | De KLM Lockheed Constellation PH-TEN "Nijmegen", op weg van Amsterdam naar New York, stort neer tijdens een mislukte poging tot een tussenlanding in Glasgow. Alle inzittenden, 30 passagiers en 10 bemanningsleden, komen om het leven. | Crash van de Nijmegen                                    |
| 1949 | 26-04 | De Beechcraft PH-UDI van de Rijksluchtvaartschool uit Gilze-Rijen verongelukt in de buurt van Schiphol. Hierbij komen een (Britse) vlieginstructeur, een radiotelegrafist en drie leerlingvliegers om het leven. |                                                          |
| 1949 | 04-05 | Een voor het kampioenselftal van Torino gecharterde Fiat G.212 stort bij terugkeer van een wedstrijd in Lissabon neer op de Supergaheuvel bij Turijn. Alle 31 inzittenden komen om. | Superga-vliegramp                                        |
| 1949 | 23-06 | Het KLM-toestel PH-TER "Roermond" stort in zee bij Bari, Italië, volgens getuigen nadat de staart van de Lockheed L-749 brak. Alle 33 inzittenden komen om, waaronder Hans Plesman, de zoon van Albert Plesman. |                                                          |
| 1949 | 28-10 | Alle 48 inzittenden, waaronder bokser Marcel Cerdan en violiste Ginette Neveu, komen om het leven als een vlucht van Air France neerstort na twee mislukte landingspogingen op het eiland São Miguel in de Azoren. | Air France-vlucht F-BAZN                                 |

## 1950–1959
| Jaar | Datum | Omschrijving | Artikel                         |
| ---- | ----- | --- | ------------------------------- |
| 1950 | 12-03 | Een Avro 689 Tudor V van Airflight Ltd, op weg van Belfast (Noord-Ierland) naar Llandow (Wales), verongelukt vlak voor de landing. Van de 83 inzittenden, de meesten rugby-supporters die na een wedstrijd Ierland-Wales terugkeren, overleven slechts 3 de vliegramp. | Vliegramp Llandow               |
| 1952 | 06-09 | Een Britse De Havilland DH.110 straaljager verongelukt tijdens een vliegshow op Farnborough. Er komen 29 toeschouwers om het leven. | Vliegramp vliegshow Farnborough |
| 1953 | 01-09 | Een Lockheed Constellation van Air France verongelukt in de Franse Alpen, vlak voor een tussenlanding in Nice. Daarbij verliezen 42 mensen het leven, onder wie de Franse violist Jacques Thibaud. | Air France-vlucht 178           |
| 1954 | 10-01 | Een De Havilland DH.106 Comet van BOAC scheurt open tijdens de vlucht van Ciampino Airport naar London Heathrow Airport. 35 Mensen komen om. | BOAC-vlucht 781                 |
| 1954 | 28-03 | Een Catalina van de Koninklijke Noorse luchtmacht stort door onbekende oorzaak neer tijdens een vlucht over Bereneiland. Acht van de negen mensen aan boord komen om. | Vliegtuigcrash Bereneiland      |
| 1954 | 23-08 | De KLM Douglas DC-6B PH-DFO "Willem Bontekoe", onderweg van New York via Shannon naar Amsterdam, stort neer voor de kust van Bergen (Noord-Holland). Alle 21 inzittenden, waaronder 9 bemanningsleden, komen om het leven. | KLM-vlucht 608                  |
| 1954 | 05-09 | De KLM Lockheed Constellation PH-LKY "Triton" stort kort na de start vanaf Shannon Airport op een modderbank in de Shannon. 25 passagiers en 3 bemanningsleden komen om het leven. | KLM-vlucht 633                  |
| 1955 | 13-02 | Een Douglas DC-6 van Sabena op weg van Melsbroek naar Leopoldstad stort neer tegen de bergflanken van de Monte Terminillo kort voor de tussenlanding in Rome. Alle 29 inzittenden komen om het leven. | Sabena-vlucht 503               |
| 1956 | 30-06 | Een Douglas DC-7 van United Airlines en een Lockheed Super Constellation van Trans World Airlines botsen met elkaar in de lucht boven de Grand Canyon. Alle passagiers en bemanningsleden van beide toestellen, in totaal 128 mensen, komen om. | Vliegtuigbotsing Grand Canyon   |
| 1957 | 17-03 | Een Douglas C-47 van de Filipijnse luchtmacht verongelukt op Cebu. Van de 26 inzittenden komen er 25 om het leven, onder wie de toenmalige president van de Filipijnen Ramon Magsaysay. | Vliegramp op Cebu 1957          |
| 1957 | 16-07 | De KLM Lockheed Constellation PH-LKT "Neutron" stort vlak na de start vanaf het Indonesische eiland Biak in zee. Er vallen 58 doden, 10 passagiers overleven de crash. | Vliegramp van Biak              |
| 1957 | 14-11 | Een North American F-100 Super Sabre van het USAFE 32nd Tactical Fighter Squadron The Slobberin' Wolfhounds, voor een oefenvlucht opgestegen vanaf de vliegbasis Soesterberg, stort neer op de Kolonel Palmkazerne in Bussum met 6 doden en 16 gewonden tot gevolg. De piloot brengt zich met zijn schietstoel in veiligheid als er rook in de cockpit ontstaat.                       | Vliegramp in Bussum             |
| 1958 | 06-02 | Een Brits toestel met aan boord spelers en begeleiders van voetbalclub Manchester United verongelukt bij het opstijgen op het vliegveld van München in een sneeuwstorm. Uiteindelijk vinden 23 mensen de dood, waaronder 8 Manchester United-spelers. | Vliegramp van München           |
| 1958 | 18-05 | Een Douglas DC-7 van Sabena verongelukt tijdens een mislukte doorstart bij een landingspoging in Casablanca. 61 inzittenden komen om, 4 passagiers overleven de ramp. | Vliegtuigramp bij Casablanca    |
| 1958 | 14-08 | De KLM Lockheed Constellation PH-LKM "Hugo de Groot", op weg naar New York, stort in de Atlantische Oceaan. Het vliegtuig bevindt zich op het moment dat de ramp zich voltrekt op circa 4.000 meter hoogte en 110 zeemijl uit de kust, nabij 12°WL. Alle inzittenden, 91 passagiers en 8 bemanningsleden, komen om het leven. De precieze oorzaak van de ramp wordt nooit vastgesteld. | KLM-vlucht 607-E                |
| 1959 | 03-02 | Bij een vliegtuigcrash verongelukt de bekende Amerikaanse rock-'n-rollzanger Buddy Holly samen met zijn collega's Ritchie Valens en The Big Bopper. | The day the music died          |

## 1960–1969
| Jaar | Datum | Omschrijving | Artikel                           |
| ---- | ----- | --- | --------------------------------- |
| 1960 | 19-07 | C-119 crasht te Congo, 41 Belgische militairen komen om |                                   |
| 1961 | 04-01 | Een Douglas C-47 Skytrain van de Marine Luchtvaartdienst stort tijdens een nachtvlucht met parachutefakkels neer nabij Biak. 5 bemanningsleden komen om. Hoewel in de loop van de tijd meer informatie over de crash naar buiten komt, blijft de crash tot 2035 topgeheim. | Vliegtuigcrash te Biak            |
| 1961 | 15-02 | Sabena vlucht 548 van luchthaven Idlewild naar luchthaven Zaventem stort neer tijdens de landing. Aan boord zijn 11 bemanningsleden en 61 passagiers, waaronder de voltallige Amerikaanse delegatie (18 sporters en 16 begeleiders) voor de WK kunstschaatsen in Praag. Alle inzittenden en één persoon op de grond komen om het leven. | Vliegtuigcrash te Berg-Kampenhout |
| 1961 | 30-05 | Viasa vlucht 897 van de Venezolaanse maatschappij VIASA, uitgevoerd met een DC-8 van de KLM, stort op 30 mei 1961 voor de kust van Portugal in de Atlantische Oceaan. Het toestel was onderweg van Lissabon naar de Azoren, het derde traject van een lijndienst van Rome naar Caracas. Alle 61 inzittenden (14 bemanningsleden en 47 passagiers) komen om het leven. De oorzaak van de ramp is nooit achterhaald.                                                                 | Viasa vlucht 897                  |
| 1961 |       | |                                   |
| 1961 | 12-06 | Een Lockheed L-188 Electra van de Koninklijke Luchtvaart Maatschappij, op weg van Rome naar Kuala Lumpur, stort neer bij het naderen van de internationale luchthaven van Caïro waar een tussenlanding gemaakt zou worden. Twintig inzittenden komen om het leven. | KLM-vlucht 823                    |
| 1961 | 18-09 | Een vliegtuig in dienst van de Verenigde Naties stort tijdens een vredesmissie in Centraal-Afrika neer in de buurt van Ndola in Rhodesië. Een van de slachtoffers is de secretaris-generaal van de Verenigde Naties, Dag Hammarskjöld. |                                   |
| 1962 | 03-06 | Een gecharterde Boeing 707-328 (registratie F-BHSM) start op de luchthaven Orly (Parijs) voor een vlucht naar Hartsfield-Jackson Atlanta International Airport (Atlanta, Georgia, USA). Het toestel verongelukt tijdens de start. De oorzaak is een kapotte servomotor waardoor een fout ingestelde stand van de stabilizer niet gecorrigeerd kan worden. Van de 132 inzittenden komen er 130 om het leven. Twee stewardessen worden levend uit de staart van het vliegtuig gered. |                                   |
| 1963 | 26-06 | Een C-119 van de Belgische Luchtmacht wordt per ongeluk neergeschoten door het Britse Leger tijdens een oefening nabij Detmold, Duitsland. 38 inzittenden komen om. | Vliegtuigramp bij Detmold         |
| 1964 | 29-02 | Een Bristol Britannia 312 van British Eagle International Airlines op weg van Londen naar Innsbruck botst tegen de Glungezer. Alle 83 inzittenden komen om het leven. | Vliegtuigcrash op de Glungezer    |
| 1965 | 22-10 | Een C-119 van de Belgische Luchtmacht stort neer tijdens een nachtelijke trainingsvlucht nabij Veckerhagen, Duitsland. Alle 8 inzittenden komen om het leven. | Vliegtuigramp bij Veckerhagen     |
| 1966 | 24-01 | Een Boeing 707 van Air India vliegt in dichte mist te pletter tegen de Mont Blanc. Alle 117 inzittenden komen om: 11 bemanningsleden en 106 passagiers (waaronder 11 Belgen). |                                   |
| 1966 | 05-03 | Vlucht BOAC 911 van Tokio naar Hongkong verongelukt. Het vliegtuig komt in zeer sterke turbulentie terecht wanneer het rond de berg Fuji vliegt. De Boeing 707 is niet bestand tegen deze krachten. 124 mensen komen om het leven. |                                   |
| 1968 | 21-01 | Een B-52 bommenwerper van de Amerikaanse luchtmacht van de Amerikaanse basis Thule Air Base in Groenland stort met 4 nucleaire raketten (H-bommen) neer in de North Star Bay, een deel van het Wolstenholme Fjord. Eén bemanningslid komt om. Drie van de kernraketten worden geborgen, één wordt niet gevonden, met als gevolg radioactieve besmetting van een groot gebied. | Vliegtuigongeluk bij Thule        |
| 1968 | 24-03 | Een Vickers Viscount 803 van Aer Lingus stort neer voor de Ierse kust. Het toestel vloog van Cork naar Londen. Alle 61 inzittenden, waaronder zes Brusselaars, komen om. |                                   |
| 1968 | 13-07 | Een Boeing 707 van Sabena stort neer kort voor de landing in de Nigeriaanse hoofdstad Lagos. Het cargovliegtuig heeft 35 ton wapens aan boord voor een geheime wapenlevering aan het Nigeriaans regeringsleger dat op dat moment de Biafraoorlog uitvecht in zijn land. Alle 7 inzittenden komen om. | Sabena-vlucht 712                 |

## 1970–1979
| Jaar | Datum | Omschrijving | Artikel                                |
| ---- | ----- | --- | -------------------------------------- |
| 1970 | 02-05 | Een DC-9 van de vliegmaatschappij O.N.A. gecharterd door de Antilliaanse Luchtvaart Maatschappij stort neer dicht bij Saint Croix (Amerikaanse Maagdeneilanden) door gebrek aan brandstof. Er zijn veertig overlevenden waaronder vijf bemanningsleden, en 23 slachtoffers onder wie twee kinderen en een bemanningslid.                                     |                                        |
| 1970 | 14-11 | Een vliegtuig met het Footballteam van de Marshall University, fans, coaches en cheerleaders aan boord stort neer. Slachtoffers: vier bemanningsleden en 71 passagiers. Zes lichamen blijven ongeïdentificeerd. De film "We are Marshall" geeft een beeld van deze ramp.                                                                                     |                                        |
| 1971 | 06-09 | Een BAC 1-11 van Paninternational was net opgestegen uit Hamburg-Fuhlsbüttel toen het neerstortte op de A7 bij Hasloh waarbij de cockpit van de romp gescheiden werd door een brugpijler. Van de 115 passagiers en zes bemanningsleden kwamen 17 passagiers en één bemanningslid om het leven.                                                               |                                        |
| 1971 | 02-10 | Een in Londen opgestegen Vickers 951 Vanguard van British European Airways met bestemming Salzburg stort neer in het Belgische Aarsele. Alle 63 bemanningsleden en passagiers komen om het leven. | Vliegtuigcrash te Aarsele              |
| 1971 | 10-10 | Negen leden van het Ballet Estable del Teatro Colón (Buenos Aires) kwamen om het leven toen zij naar Trelew (Patagonië) vlogen voor een optreden in het Teatro Español: Norma Fontenla, José Neglia, Rubén Estanga, Marta Raspanti, Margarita Fernández, Carlos Santamarina, Antonio Zambrana, Carlos Schiafino en Sara Boschovsky.                          |                                        |
| 1971 | 24-12 | Een Lockheed L-188 Electra onderweg van Lima naar Pucallpa, Peru, breekt door midden na brand door een bliksominslag; het toestel stort neer in het regenwoud van het Amazonegebied. Er komen 91 mensen om; een 17-jarig Duits meisje, Juliane Koepcke overleeft de ramp en weet na 10 dagen lopen en waden door het oerwoud de bewoonde wereld te bereiken. | LANSA-vlucht 508                       |
| 1972 | 13-10 | Een Fokker Fairchild van de luchtmacht van Uruguay stort neer in de Andes. Van de 45 passagiers, een rugby-team met familieleden en vrienden, overleven er 16 een (tot hun redding meer dan twee maanden durend) gedwongen verblijf in de woestenij. De film Alive (Engels voor in leven) (1993, Frank Marshall) geeft een beeld van de ontberingen.         | Andesvliegramp                         |
| 1972 | 29-12 | Een Lockheed L-1011 TriStar van Eastern Airlines stort neer in de Everglades in Florida als de piloten afgeleid worden. Het ongeval kost aan 101 mensen het leven. | Eastern Airlines-vlucht 401            |
| 1973 | 22-01 | Een Boeing 707 van Nigerian Airways verongelukt bij de landing in Kano. 176 mensen komen om en 26 overleven de ramp. het was de zwaarste ramp in de burgerluchtvaart tot dan toe. | Vliegtuigcrash in Kano in 1973         |
| 1973 | 03-07 | Een Russische supersonische Toepolev Tu-144 stort tijdens een presentatievlucht voor de Luchtshow van Parijs neer op een rij huizen buiten het terrein van het vliegveld. Alle zes bemanningsleden en acht mensen op de grond komen om. |                                        |
| 1973 | 22-12 | Een Caravelle, geleasd door Royal Air Maroc van het het Belgische Sobelair, vliegt tegen het terrein bij de tussenlanding in Tanger. Alle 106 inzittenden komen om het leven. | Vliegtuigcrash nabij Tanger            |
| 1974 | 03-03 | Een Douglas DC-10 van Turkish Airlines stort neer op 39 kilometer van Parijs. Er vallen 346 doden. | Turkish Airlines-vlucht 981            |
| 1974 | 04-12 | Een Douglas DC-8 van Martinair Holland vliegt tegen een bergtop in de jungle, vijftig kilometer van de stad Colombo op Sri Lanka. Alle 191 inzittenden komen om het leven. | Martinair-vlucht 138                   |
| 1975 | 04-04 | Een C-5A Galaxy stort neer tijdens een poging tot een noodlanding op Vliegbasis Tân Sơn Nhứt. 155 mensen verongelukken, er zijn 173 overlevenden van de ramp. | Vliegramp bij Tân Sơn Nhứt             |
| 1977 | 27-03 | Een Boeing 747 van de KLM botst in dichte mist op een Jumbojet van Pan Am op de startbaan van het vliegveld Los Rodeos op Tenerife (Canarische Eilanden). 583 mensen komen om in de grootste vliegtuigramp ooit. | Vliegtuigramp van Tenerife             |
| 1977 | 04-04 | Een Douglas DC-9-31 van Southern Airways moet als gevolg van een onweersbui een noodlanding maken op een snelweg. 70 mensen komen om. | Southern Airways-vlucht 242            |
| 1977 | 19-11 | Een Boeing 727 van TAP Portugal raakt tijdens de landing op de luchthaven van Madeira door slecht weer van de baan. 131 mensen overleven de crash niet. | TAP Portugal-vlucht 425                |
| 1978 | 25-09 | Een Boeing 727 van Pacific Southwest Airlines botst tijdens het aanvliegen met een Cessna 172 waarin vlieglessen gegeven worden. De Boeing stort neer in een woonwijk van San Diego en vernielt 4 huizenblokken. Alle inzittenden van beide vliegtuigen (135 in de Boeing en 2 in de Cessna) alsmede zeven mensen op de grond komen om.                      | Pacific Southwest Airlines-vlucht 182  |
| 1978 | 23-12 | Alitalia-vlucht AZA 4128 komt om 00.39 uur, kort voor de landing op de luchthaven van Palermo, in de Tyrreense Zee terecht. Er zijn 129 inzittenden aan boord van de DC-9 "Isola di Stromboli", van wie er 108 om het leven komen. Onder hen is de Nederlandse beeldhouwer en schilder Max Reneman.                                                          |                                        |
| 1979 | 25-05 | Een DC10 van American Airlines stort 31 seconden na de start in Chicago neer op een woonwagenkamp, waarbij 273 mensen omkomen. De oorzaak blijkt slecht onderhoud aan de motor te zijn. Na deze ramp worden onderhoudseisen sterk aangescherpt. | American Airlines-vlucht 191           |
| 1979 | 11-08 | Twee Toepolevs Tu-134 van Aeroflot, de nationale luchtvaartmaatschappij van de Sovjet-Unie, botsen in het luchtruim boven Dnjeprodzerzjinsk in volle vaart tegen elkaar. Alle 178 inzittenden, waaronder het voetbalteam van Pachtakor Tasjkent, komen om het leven.                                                                                         | Vliegtuigbotsing bij Dnjeprodzerzjinsk |
| 1979 | 28-11 | Een DC10 van Air New Zealand stort tijdens een rondvlucht neer op Mount Erebus op Antarctica. Alle 257 inzittenden komen om het leven. | Air New Zealand-vlucht 901             |

## 1980–1989
| Jaar | Datum | Omschrijving | Artikel                               |
| ---- | ----- | --- | ------------------------------------- |
| 1980 | 27-06 | Een Douglas DC-9 van Aerolinee Itavia wordt neergeschoten door mogelijk een raket van een Frans jachtvliegtuig, waarbij alle 81 inzittenden om het leven komen. | Aerolinee Itavia-vlucht 870           |
| 1981 | 06-10 | Een Fokker F28 van de NLM stort neer in zwaar onweer bij Moerdijk. Alle 17 inzittenden (waaronder 4 bemanningsleden) komen om. De krachten op de vleugels, veroorzaakt door de turbulentie in de onweerswolk, blijken te groot.                                                                                                 | NLM Cityhopper-vlucht 431             |
| 1982 | 13-01 | Een Boeing 737 van Air Florida stort neer op een brug over de Potomac in Washington D.C. en komt vervolgens in de bevroren rivier terecht. 74 inzittenden en vier mensen op de grond komen om het leven. | Air Florida-vlucht 90                 |
| 1982 | 09-07 | Een Boeing 727 van Pan Am stort neer in Kenner (Louisiana). Alle 145 inzittenden (waaronder 7 bemanningsleden) en acht mensen op de grond komen om het leven. | Pan Am-vlucht 759                     |
| 1983 | 02-06 | Een brand in de buurt van de achterste toiletten van een Douglas DC-9 van Air Canada vult de cabine met een dikke, giftige rookwalm. Na de noodlanding gaat het toestel in vlammen op. 23 passagiers komen om. | Air Canada-vlucht 797                 |
| 1983 | 01-09 | Een Boeing 747-200 van Korean Air wordt boven Russisch grondgebied met een K-8 raket neergeschoten door een Soechoj Soe-15 van de Sovjet-Unie. Alle 269 passagiers en bemanningsleden komen om het leven. | Korean Air-vlucht 007                 |
| 1985 | 02-08 | Een Lockheed L-1011 TriStar van Delta Air Lines stort neer op Dallas/Fort Worth International Airport, waarbij 8 van de 11 bemanningsleden en 128 van de 152 van de passagiers omkomen. | Delta Air Lines-vlucht 191            |
| 1985 | 12-08 | Een Boeing 747 van Japan Airlines botst tegen Mount Osutaka in Japan. Er komen 520 mensen om, waaronder de zanger Kyu Sakamoto. | Japan Airlines-vlucht 123             |
| 1985 | 12-12 | Arrow Air-vlucht 1285, een McDonnell Douglas DC-8 stort vlak na de start neer in Gander, Newfoundland en Labrador, Canada. De inzittenden zijn Amerikaanse militairen die terugkeerden van een vredesmissie in de Sinaï. Bij het ongeluk komen 248 inzittenden en 8 bemanningsleden om het leven.                               | Arrow Air-vlucht 1285                 |
| 1986 | 31-03 | Een Boeing 727 van Mexicana Airlines stort neer nadat een band vlak na het intrekken van het landingsgestel ontploft. Alle inzittenden komen om. | Mexicana-vlucht 940                   |
| 1986 | 31-08 | Boven Los Angeles botst een Douglas DC-9 van Aeroméxico op een sportvliegtuig. Beide vliegtuigen storten neer. Deze ramp is de aanleiding om wereldwijd het Traffic alert and Collision Avoidance System (TCAS) in te voeren.                                                                                                   | Aeromexico-vlucht 498                 |
| 1986 | 19-10 | Een Mozambikaans regeringsvliegtuig Toepolev Tu-134 stort neer in Zuid-Afrika. 34 inzittenden waaronder de Samora Machel de Mozambikaanse president, komen om. | Vliegtuigcrash in het Lebombogebergte |
| 1987 | 16-08 | Een MD-82 van Northwest Airlines stort neer bij een mislukte start van Detroit Metropolitan Wayne County Airport. Een vierjarig meisje is de enige van de 149 passagiers die het ongeval overleeft. Ook alle zes bemanningsleden alsmede twee personen op de grond komen om het leven.                                          | Northwest Airlines-vlucht 255         |
| 1987 | 28-11 | In een Boeing 747 van de Suid-Afrikaanse Lugdiens breekt brand uit. Het vliegtuig stort vlak bij Mauritius in de Indische Oceaan, waarbij alle 159 mensen aan boord omkomen. | Suid-Afrikaanse Lugdiens-vlucht 295   |
| 1988 | 28-04 | Een Boeing 737 van Aloha Airlines verliest een groot deel van de romp maar weet veilig te landen. Het enige slachtoffer is een stewardess die de cabine uit wordt geblazen. | Aloha Airlines-vlucht 243             |
| 1988 | 28-08 | Tijdens een vliegshow op de vliegbasis Ramstein in Duitsland botsen vier Italiaanse Aermacchi MB-339 jets in de lucht en een daarvan stort in het publiek. 67 toeschouwers en drie van de piloten komen om en er vallen honderden gewonden.                                                                                     | Vliegtuigongeluk op Ramstein Air Base |
| 1989 | 08-01 | Een Boeing 737 van British Midland stort neer vlak bij de landingsbaan, nadat in een van de motoren een rotorblad afbreekt. Er vallen 39 doden, 79 mensen overleven het ongeluk. | British Midland-vlucht 92             |
| 1989 | 24-02 | Tijdens een vlucht met een Boeing 747 van United Airlines faalde na het opstijgen vanaf Honolulu International Airport een vrachtdeur aan de rechtervoorzijde van de romp waardoor er een explosieve decompressie in het vliegtuig ontstond en een gat in de romp werd geslagen. Door het ongeval kwamen 9 mensen om het leven. | United Airlines-vlucht 811            |
| 1989 | 07-06 | Vlucht 764 van de Surinaamse Luchtvaart Maatschappij, een Douglas DC-8 met aan boord onder anderen veel talentvolle Surinaams-Nederlandse voetballers, stort neer bij het Surinaamse vliegveld Zanderij. Slechts elf van de 187 mensen aan boord overleven de ramp.                                                             | SLM-ramp                              |
| 1989 | 19-07 | Een Douglas DC-10 van United Airlines moet vanwege zware technische problemen, veroorzaakt door een ontplofte motor nr2, een noodlanding maken op de luchthaven van Sioux City, Iowa. Daarbij breekt het toestel in stukken en komen 112 van de 296 mensen aan boord om het leven.                                              | United Airlines-vlucht 232            |
| 1989 | 08-09 | Een Convair 580 van de Noorse maatschappij Partnair crasht in het Skagerrak, 30 kilometer ten noorden van Denemarken. 55 mensen komen om. | Partnair-vlucht 394                   |

## 1990–1999
| Jaar | Datum | Omschrijving | Artikel                                     |  |
| ---- | ----- | --- | ------------------------------------------- |  |
| 1990 | 25-01 | Een Boeing 707 van de Colombiaanse luchtvaartmaatschappij Avianca stort bij slecht weer met lege brandstoftanks neer op Long Island. Er komen 73 mensen om. | Avianca-vlucht 52                           |  |
| 1991 | 03-03 | Een Boeing 737 van United Airlines stort neer door problemen met het richtingsroer. Geen van de inzittenden overleeft het ongeluk. | United Airlines-vlucht 585                  |  |
| 1991 | 26-05 | Een Boeing 767 van Lauda Air stort neer door een niet goed functionerende straalomkeerder die ongewild in werking is gesteld. Alle 241 inzittenden van het toestel, 10 bemanningsleden en 213 passagiers, komen om het leven. | Lauda Air-vlucht 004                        |  |
| 1992 | 20-01 | Air Inter Flight 148, een Airbus A320, stort neer tijdens de landing in Straatsburg. Van de 96 inzittenden overleven slechts 9 deze ramp. |                                             |  |
| 1992 | 28-09 | Een Airbus A300 stort neer bij Kathmandu (Nepal). Alle 167 inzittenden, onder wie 14 Nederlanders, komen om het leven. |                                             |  |
| 1992 | 04-10 | Een vrachtvliegtuig van de Israëlische maatschappij El-Al stort neer in de Amsterdamse wijk Bijlmermeer en boort zich in twee flats. De ramp kost 43 mensen het leven. | Bijlmerramp                                 |  |
| 1992 | 14-11 | Een passagiersvliegtuig met aan boord 24 passagiers en zeven bemanningsleden stort neer in de buurt van de Vietnamese stad Nha Trang. Pas na acht dagen bereiken reddingsploegen het neergestorte toestel. Een Nederlandse vrouw, Annette Herfkens is de enige overlevende. | Vietnam Airlines-vlucht 474                 |  |
| 1992 | 21-12 | Tijdens de landing op het vliegveld van Faro (Portugal) verongelukt een DC-10 van Martinair, afkomstig van Schiphol. 56 mensen overlijden. | Vliegramp bij Faro                          |  |
| 1993 | 27-04 | Een DHC-5 Buffalo van het Zambiaanse leger stort vlak na de start na een tussenstop in Libreville voor de kust van Gabon neer. Alle 30 inzittenden, waaronder 5 bemanningsleden en achttien spelers van het Zambiaans voetbalelftal, de bondscoach en stafleden, komen om het leven. |                                             |  |
| 1994 | 23-03 | Een Airbus A310 van Aeroflot stort neer in Siberië als de piloot zijn 15-jarige zoon een tijdje het toestel laat besturen. | Aeroflot-vlucht 593                         |  |
| 1994 | 04-04 | Een Saab 340 van KLM Cityhopper crasht bij de landing op Schiphol na te zijn teruggekeerd vanwege een motorstoring. Er vallen drie doden. | KLM Cityhopper-vlucht 433                   |  |
| 1994 | 26-04 | Een Airbus A300 van China Airlines stort neer op het einde van de baan in Nagoya, Japan, waarbij alle 15 bemanningsleden en 249 van de 264 passagiers omkomen. |                                             |  |
| 1994 | 30-06 | Een Airbus A330-321 van Airbus Industrie crasht tijdens een testvlucht op de luchthaven van Toulouse–Blagnac, Frankrijk, waarbij alle zeven inzittenden om het leven komen, drie bemanningsleden en vier passagiers. | Airbus Industrie Vlucht 129                 |  |
| 1994 | 08-09 | Een Boeing 737 van US Airways stort neer door hetzelfde technische mankement als United Airlines-vlucht 585 (3 maart 1991). Er zijn geen overlevenden. | USAir-vlucht 427                            |  |
| 1994 | 31-10 | Een ATR 72-212 van American Eagle stort neer na ijsvorming. Alle 4 bemanningsleden en 64 passagiers komen om. | American Eagle-vlucht 4184                  |  |
| 1995 | 21-08 | Een Embraer EMB 120 Brasilia van Atlantic Southeast Airlines stort neer bij Carrollton nadat een propeller is afgebroken. Er vallen 9 doden. | Atlantic Southeast Airlines-vlucht 529      |  |
| 1995 | 05-12 | Vlucht A-56 van Azerbaijan Airlines, een Tupolev Tu-134B-3, stort neer bij een noodlanding in Nachitsjevan, waarbij 2 bemanningsleden en 50 passagiers omkomen. 30 passagiers raken gewond. |                                             |  |
| 1995 | 20-12 | Een Boeing 757 van American Airlines vliegt tegen een berg tijdens het aanvliegen op de luchthaven van Cali. Van de 163 mensen aan boord overleven er slechts 4. | American Airlines-vlucht 965                |  |
| 1996 | 08-01 | Een overbelaste Antonov An-32 van Air Africa breekt de start af en crasht in een markt vlak na de startbaan, waarbij 297 mensen omkomen. |                                             |  |
| 1996 | 06-02 | De automatische piloot van een Boeing 757 van Birgenair krijgt onjuiste informatie van een niet goed werkende snelheidsmeter. Het vliegtuig stort in zee, waarbij alle 189 inzittenden omkomen. | Birgenair-vlucht 301                        |  |
| 1996 | 29-02 | Een vliegtuigcrash in de Andes (Peru) kost aan 123 mensen het leven. |                                             |  |
| 1996 | 11-05 | Er breekt brand uit in het bagagecompartiment van een DC-9 van ValuJet Airlines. Het vliegtuig crasht in de Everglades, waarbij alle 110 inzittenden omkomen. | ValuJet-vlucht 592                          |  |
| 1996 | 15-07 | Een C-130 Hercules van de Belgische Luchtmacht met het Nederlandse Fanfarekorps Koninklijke Landmacht "Bereden Wapens" aan boord, verongelukt op Eindhoven Airport na een doorstart. 34 mensen komen om het leven. | Herculesramp                                |  |
| 1996 | 17-07 | Een Boeing 747 van Trans World Airlines ontploft boven Long Island, Verenigde Staten. Waarschijnlijk heeft kortsluiting dampen in de centrale brandstoftank ontstoken. Alle 230 inzittenden komen om het leven. | TWA-vlucht 800                              |  |
| 1996 | 29-08 | Een Toepolev Tu-154M stort neer bij Operafjellet op het Noorse eiland Spitsbergen. Alle 141 inzittenden komen om het leven. | Vnukovo Airlines-vlucht 2801                |  |
| 1996 | 25-09 | Een historische Douglas DC-3 van de Dutch Dakota Association stort neer bij Texel. Alle 32 inzittenden komen om het leven. | Dakotaramp                                  |  |
| 1996 | 02-10 | Een Boeing 757 van Aeroperú stort in de Grote Oceaan. Alle 70 mensen aan boord komen om. | Aeroperú-vlucht 603                         |  |
| 1996 | 31-10 | Een Fokker 100 verongelukt na de start uit Congonhas door een geactiveerde straalomkeerder op de rechtermotor. Alle \| 96 personen aan boord (90 passagiers en 6 bemanningsleden) en 3 mensen op de grond komen om het leven. | TAM Transportes Aéreos Regionais-vlucht 402 |  |
| 1996 | 12-11 | Een Boeing 747 van Saudi Arabian Airlines botst op een Iljoesjin Il-76 van Kazakhstan Airlines. 349 mensen komen om. | Vliegtuigbotsing bij Charkhi Dadri          |  |
| 1996 | 23-11 | Een Boeing 767 van Ethiopian Airlines wordt gekaapt, verbruikt alle kerosine en moet een noodlanding op zee maken. Van de 175 mensen aan boord overleven er slechts 52. | Ethiopian Airlines-vlucht 961               |  |
| 1997 | 06-08 | Een Boeing 747 van Korean Air stort neer in slecht weer bij de landing op Guam International Airport. 228 doden en 26 overlevenden. | Korean Air-vlucht 801                       |  |
| 1997 | 26-07 | Een Falcon van Royal Jordanian Falcons stort tijdens de Internationale vliegshow te Oostende net naast het publiek neer en schuift brandend een tent van het Belgische Rode Kruis in. De piloot en 9 anderen komen om het leven. 56 mensen raken gewond. | Vliegramp te Oostende                       |  |
| 1997 | 26-09 | Een Airbus A300 van Garuda Indonesia afkomstig uit Jakarta stort neer bij Medan. Alle 234 inzittenden komen om het leven. | Garuda Indonesia-vlucht 152                 |  |
| 1997 | 17-12 | Een Jakovlev Jak-42, onderweg van Odessa naar Thessaloniki, moet na een mislukte ILS-nadering een doorstart maken. De bemanning voert de vereiste procedures niet goed uit en op een hoogte van 3300 voet vliegt het toestel tegen de Pente Pigadia, vlak bij de Olympus. Alle inzittenden, 8 bemanningsleden en 62 passagiers, komen om. Twee luchtverkeersleiders worden wegens dood door schuld veroordeeld tot een gevangenisstraf. | AeroSvit Airlines-vlucht 241                |  |
| 1998 | 03-02 | Een laagvliegende Grumman EA-6 van de Amerikaanse marine vliegt in het skioord Cavalese in Italië de kabel van een skilift kapot; een gondel van een kabelbaan stort 100 meter naar beneden en 20 inzittenden komen om. | Kabelliftramp in Cavalese                   |  |
| 1998 | 30-07 | Vlucht 706 van Proteus Airlines komt boven Bretagne in botsing met een sportvliegtuig. Beide toestellen storten neer. Alle 14 inzittenden van de toestellen komen om het leven. |                                             |  |
| 1998 | 02-09 | Een McDonnell Douglas MD-11 van Swissair stort neer bij Peggys Cove, Nova Scotia, Canada door brand in de cockpit. Alle 229 inzittenden komen om. | Swissair-vlucht 111                         |  |
| 1999 | 31-10 | Een Boeing 767 van EgyptAir stort neer, 100 km ten oosten van New York. Alle 217 mensen aan boord komen om. | EgyptAir-vlucht 990                         |  |

## 2000–2009
| Jaar | Datum | Omschrijving | Artikel                            |
| ---- | ----- | --- | ---------------------------------- |
| 2000 | 31-01 | Een Douglas DC-9 van Alaska Airlines verongelukt tijdens een vlucht van Mexico naar Vancouver. Geen van de inzittenden overleeft de crash. | Alaska Airlines-vlucht 261         |
| 2000 | 19-04 | Een Boeing 737 van Air Philippines stort neer in een kokosnootplantage op een berghelling vlak voor de landing op Davao Aiport. Alle 131 inzittenden komen om. | Air Philippines-vlucht 541         |
| 2000 | 25-07 | Een Concorde, een supersonisch vliegtuig, van Air France krijgt een klapband door een stuk metaal op de startbaan. Een stuk van de band veroorzaakt een lek in een brandstoftank en uiteindelijk een brand. Het toestel stort neer op een bijgebouw van een hotel net buiten Parijs. Er komen 113 personen om het leven.                                                                                  | Air France-vlucht 4590             |
| 2000 | 31-10 | Een Boeing 747-400 van Singapore Airlines verongelukt als men abusievelijk probeert op te stijgen van een startbaan die wegens onderhoud afgesloten is. Er komen 83 mensen om het leven. | Singapore Airlines-vlucht 006      |
| 2001 | 04-10 | Een Russisch passagiersvliegtuig stort neer in de Zwarte Zee. Later blijkt dat het bij vergissing is neergeschoten met een S-200 Angara/Vega/Dubna raket door het leger van Oekraïne. |                                    |
| 2001 | 08-10 | Bij een botsing tussen een McDonnell Douglas MD-87 van Scandinavian Airlines en een Duits privévliegtuig op de luchthaven van Milaan komen 118 mensen om het leven. | Linate-ramp                        |
| 2001 | 12-11 | Een Airbus A300 met bestemming Dominicaanse Republiek stort neer op de New Yorkse woonwijk Queens. Het vliegtuig vervoert 251 passagiers en 9 bemanningsleden. Alle inzittenden en 5 mensen op de grond komen om. | American Airlines-vlucht 587       |
| 2002 | 25-05 | Boven de Straat van Taiwan valt een Boeing 747 van China Airlines tijdens de vlucht uit elkaar, waarbij alle 225 inzittenden omkomen. |                                    |
| 2002 | 01-07 | Een Toepolev TU-154M onderweg van Moskou naar Barcelona komt boven Überlingen in Zuid-Duitsland in botsing met een Boeing 757 van DHL onderweg van Bergamo naar Brussel. Alle inzittenden van beide vliegtuigen, in totaal 71 mensen, komen om het leven. | Vliegtuigbotsing Überlingen        |
| 2002 | 27-07 | Tijdens een vliegshow te Lviv stort een Sukhoi Su-27 straaljager neer, waarbij 84 personen omkomen. |                                    |
| 2002 | 06-11 | Een Fokker 50 van de luchtvaartmaatschappij Luxair stort neer tijdens de landing naar Luxembourg-Findel airport. 20 mensen overleven het ongeval niet. | Luxair-vlucht 9642                 |
| 2003 | 08-01 | Een klein passagiersvliegtuig van US Airways met aan boord 19 passagiers en twee bemanningsleden stort tijdens het opstijgen neer in Charlotte in North Carolina. Alle inzittenden komen om het leven. | Air Midwest Express-vlucht 5481    |
| 2004 | 03-01 | Een Boeing 737 van Flash Airlines stort kort na het opstijgen uit Sharm el-Sheikh in de Rode Zee. Alle 148 inzittenden komen om het leven. | Flash Airlines-vlucht 604          |
| 2005 | 03-02 | In Afghanistan wordt een Boeing 737 van Kam Air vermist tijdens een binnenlandse vlucht van Herat naar het internationale vliegveld van Kaboel. Alle 104 inzittenden komen om. | Kam Air-vlucht 904                 |
| 2005 | 06-08 | Nabij Palermo maakt een ATR 72 van Tuninter een noodlanding op zee, waarbij 16 mensen het leven verliezen. | Noodlanding Tuninter-vlucht 1153   |
| 2005 | 14-08 | Een Boeing 737 van de Cypriotische luchtvaartmaatschappij Helios Airways met 121 passagiers aan boord stort neer in de heuvels bij Athene nadat de piloten het bewustzijn hebben verloren. Er zijn geen overlevenden. | Helios Airways-vlucht 522          |
| 2005 | 16-08 | Een MD-82 van West Caribbean Airways stort neer in een afgelegen gebied in het westen van Venezuela. Alle 152 passagiers en 8 bemanningsleden komen om. Het toestel vloog op een te grote vlieghoogte en kreeg problemen aan beide motoren. De onervaren en te weinig getrainde bemanning onderkende niet dat het toestel overtrokken raakte, waardoor het neerstortte.                                   | West Caribbean Airways-vlucht 708  |
| 2005 | 16-08 | Minstens 17 Spaanse NAVO-militairen komen om, als twee Puma-helikopters neerstorten in Afghanistan. |                                    |
| 2005 | 23-08 | Een Boeing 737 van TANS Perú stort neer in Peru, 490 km ten noordoosten van Lima. 43 mensen komen om. | TANS Perú-vlucht 204               |
| 2005 | 05-09 | Een Boeing 737 van de Indonesische luchtvaartmaatschappij Mandala Airlines stort vlak na vertrek neer op een woonwijk in Medan, Noord-Sumatra. Er vallen minstens 150 slachtoffers. | Mandala Airlines-vlucht 091        |
| 2005 | 05-09 | In het oosten van Congo stort een Antonov An-26 vlak voor de landingsbaan van Isiro neer. |                                    |
| 2006 | 03-05 | Een Airbus A320 van Armavia stort neer in de Zwarte Zee bij Sotsji. Alle 113 inzittenden komen om. Het ongeluk gebeurt tijdens slecht weer. |                                    |
| 2006 | 09-07 | Een Airbus A310 van S7 Airlines, schuift tegen een betonnen muur na de landing in Irkoetsk, Rusland. Ten minste 118 van de 192 inzittenden komen om. | S7 Airlines-vlucht 778             |
| 2006 | 22-08 | Een Russische Toepolev van Poelkovo Airlines stort neer nabij de stad Donetsk. Geen van de 170 inzittenden overleeft de ramp. |                                    |
| 2006 | 27-08 | Een Bombardier CRJ100 van Comair, vliegend namens Delta Air Lines, stort met 50 inzittenden neer in Kentucky. Alleen de co-piloot overleeft de crash. | Comair-vlucht 5191                 |
| 2006 | 29-09 | Een Boeing 737-800 van de Braziliaanse luchtvaartmaatschappij Gol komt in botsing met een zakenvliegtuigje (Embraer ERJ 135). De Boeing 737 stort neer boven het Amazonegebied in het de staat Mato Grosso bij Serra do Cachimbo. Er waren 148 passagiers en 6 bemanningsleden aan boord. | Gol Transportes Aéreos-vlucht 1907 |
| 2007 | 01-01 | Een Boeing 737-400 van de Indonesische luchtvaartmaatschappij Adam Air stort neer in zee voor de kust van Sulawesi. Alle 102 inzittenden komen om. | Adam Air-vlucht 574                |
| 2007 | 05-05 | Vlucht KQ507 van Kenya Airways, een Boeing 737-800 op weg van Douala naar Nairobi stort kort na de start in Kameroen neer. Alle 114 inzittenden komen om het leven. | Kenya Airways-vlucht 507           |
| 2007 | 17-07 | Een Airbus A320 van TAM Linhas Aéreas, schiet door bij de landing op de luchthaven Congonhas in São Paulo. Alle 187 inzittenden komen om. | TAM Linhas Aéreas-vlucht 3054      |
| 2007 | 07-09 | Een Antonov 12BP transporteert 18 ton vracht, vooral palmolie, van Kisangani naar Bukavu met tussenstop in Goma. Het toestel crasht bij de landing, schuift over de landingsbaan op een gestold lavagebied en vliegt onmiddellijk in brand. Van de vijf crewleden en de drie passagiers overleeft niemand de ramp. Het luchtwaardigheidsbewijs van het toestel was vervallen in maart, en niet vernieuwd. |                                    |
| 2007 | 16-09 | Op de luchthaven van Phuket in Thailand verongelukt een vliegtuig van de Thaise luchtvaartmaatschappij one-two-go. Na de landing raakt het toestel, met 123 passagiers en 7 bemanningsleden aan boord, van de landingsbaan af en crasht. Negentig mensen komen om, twee Nederlanders die in het toestel zaten overleven de ramp.                                                                          |                                    |
| 2007 | 04-10 | Een Antonov An-26-vrachtvliegtuig van de luchtvaartmaatschappij Africa 1 met 17 passagiers aan boord stort neer op de drukke markt van een sloppenwijk dicht bij de luchthaven Ndjili van de Congolese hoofdstad Kinshasa. |                                    |
| 2007 | 30-11 | In Centraal-Turkije stort een McDonnell Douglas neer in Isparta. Alle 57 inzittenden komen om het leven. Volgens de autoriteiten zijn alle slachtoffers Turken. De MD-83 kwam uit Istanbul. Kort nadat toestemming voor de landing was gegeven, verdween het toestel van de radar. | Atlasjet-vlucht 4203               |
| 2008 | 21-02 | Een ATR 42 van Santa Barbara Airlines vliegt kort na het opstijgen tegen een berg. 46 mensen komen om. |                                    |
| 2008 | 03-04 | Een Antonov An-28 van Blue Wing Airlines stort neer tijdens de landing op de landingsstrook van Antino in het binnenland van Suriname. Alle 19 inzittenden komen om het leven. | Blue Wing Airlines-vlucht PZ-TSO   |
| 2008 | 15-04 | Een vliegtuig van Hewa Bora Airways stort neer op Congolese stad Goma. Zeker 40 mensen komen om. | Hewa Bora Airways-vlucht 122       |
| 2008 | 10-06 | Een Airbus A310 van Sudan Airways explodeert aan het eind van de landingsbaan in de Soedanese hoofdstad Khartoem. Minstens 28 mensen komen om het leven. |                                    |
| 2008 | 20-08 | Een Douglas MD-80 van Spanair verongelukt tijdens het opstijgen. Het vliegtuig raakt van de startbaan, breekt in stukken en brandt uit. Minstens 154 mensen komen om het leven. | Spanair-vlucht JK 5022             |
| 2008 | 24-08 | Een Boeing 737-219 van Itek Air verongelukt nabij het vliegveld Internationale Luchthaven Manas bij de Kirgizische hoofdstad Bishkek. Het vliegtuig vertrekt naar de Iraanse hoofdstad Teheran, maar keert vlak na het opstijgen terug wegens technische problemen. 2 kilometer van het vliegveld stort het vliegtuig neer. Er vallen 65 doden.                                                           | Iran Aseman Airlines-vlucht 6895   |
| 2008 | 14-09 | Een Boeing 737 van Aeroflot-Nord stort bij het naderen van het vliegveld van Perm neer in een moeras. Hierbij komen alle 88 inzittenden om. Ook raakt de trans-Siberische spoorlijn beschadigd. | Aeroflot-vlucht 821                |
| 2009 | 13-02 | Een de Havilland Canada DHC-8 van Colgan Air, vliegend namens Continental Airlines, stort vlak voor de landing neer op een woonhuis in Buffalo, New York. Alle 49 inzittendenden (44 passagiers, 4 bemanningsleden en 1 meevliegende piloot) en één persoon op de grond komen om het leven. | Continental Airlines-vlucht 3407   |
| 2009 | 25-02 | Een Boeing 737-800 van Turkish Airlines stort kort voor de landing op Schiphol neer in een veld vlak voor de Polderbaan. Er vallen 9 doden en 86 gewonden. | Turkish Airlines-vlucht 1951       |
| 2009 | 23-03 | Een McDonnell Douglas MD-11 van FedEx Express, afkomstig uit Guangzhou (China), crasht tijdens de landing op de luchthaven van Narita (Japan) waarna brand uitbreekt. Beide bemanningsleden komen om het leven. | FedEx Express-vlucht 80            |
| 2009 | 20-05 | Een C-130 Hercules van de Indonesische luchtmacht met daarin 112 passagiers stort neer nabij Magetan op Java en raakt daarbij meerdere huizen. Er vallen ten minste 98 doden, waaronder zeker twee personen op de grond. De oorzaak van de crash is onbekend. | C-130 Hercules-crash 2009          |
| 2009 | 01-06 | Een Airbus A330-200 van Air France verdwijnt in slecht weer boven de Atlantische Oceaan. Bij het laatste (automatische) contact met het toestel gaf de onderhoudscomputer aan dat er problemen met diverse instrumenten zouden zijn. De ramp is met 228 slachtoffers de dodelijkste uit de geschiedenis van Air France.                                                                                   | Air France-vlucht 447              |
| 2009 | 30-06 | Een Airbus A310 van Yemenia met 142 passagiers en 11 bemanningsleden aan boord stort in de Indische Oceaan. Een 14-jarig meisje is de enige overlevende. | Yemenia-vlucht 626                 |
| 2009 | 15-07 | Een Toepolev Tu-154M van Caspian Airlines met 153 passagiers en 15 bemanningsleden aan boord stort een kwartier na de start neer bij Qazvin in het noordwesten van Iran. Er zijn geen overlevenden. | Caspian Airlines-vlucht 7908       |
| 2009 | 24-07 | Een Iljoesjin Il-62M van Aria Air schiet bij het landen op het vliegveld van Mashhad van de landingsbaan. 16 personen komen om het leven. Oorzaak van de ramp is het om onbekende redenen landen met een veel te hoge snelheid. | Aria Air-vlucht 1525               |

## 2010–2019
| Jaar | Datum | Omschrijving | Artikel                                    |
| ---- | ----- | --- | ------------------------------------------ |
| 2010 | 25-01 | Een Boeing 737 van Ethiopian Airlines met bestemming Addis Abeba stort 25 minuten na vertrek uit Beiroet in zee. Daarbij komen alle inzittenden, acht bemanningsleden en tweeëntachtig passagiers, om het leven. | Ethiopian Airlines-vlucht 409              |
| 2010 | 28-01 | Een militair transportvliegtuig stort neer op een woonwijk in Cotabato City, een stad op het zuidelijke Filipijnse eiland Mindanao. Zeker negen mensen, waaronder een luchtmachtgeneraal, komen om het leven. |                                            |
| 2010 | 10-04 | Het Poolse regeringsvliegtuig met aan boord onder anderen president Lech Kaczyński stort vlak voor de landing op het vliegveld van de Russische stad Smolensk neer. Alle inzittenden, waaronder veel Poolse hoogwaardigheidsbekleders, komen om. | Vliegramp bij Smolensk                     |
| 2010 | 12-05 | Een Airbus A330-200 van Afriqiyah Airways, afkomstig uit Johannesburg, stort kort voor de landing neer bij de Libische hoofdstad Tripoli. Daarbij komen tweeënnegentig passagiers en elf bemanningsleden om het leven. Een negenjarig Nederlands jongetje overleeft als enige het ongeluk. | Afriqiyah Airways-vlucht 771               |
| 2010 | 16-05 | Een Antonov An-28 van Blue Wing Airlines stort bij Poeketi neer in de jungle van Suriname. Bij de ramp komen de twee bemanningsleden en de zes passagiers om het leven. | Blue Wing Airlines-ongeval 2010            |
| 2010 | 17-05 | Een Antonov An-24 van Pamir Airways, onderweg van Konduz naar Kabul, stort neer in het noorden van Afghanistan. Aan boord zijn achtendertig passagiers en vijf bemanningsleden. Het wrak wordt vier dagen later gevonden zonder overlevenden. | Pamir Airways-vlucht 112                   |
| 2010 | 22-05 | Een Boeing 737-800 van Air India Express met 166 inzittenden, onderweg van Dubai naar Mangalore, schiet tijdens het landen op Mangalore International Airport door, valt van een steile helling en vliegt in brand. 158 mensen komen om, 8 passagiers overleven de ramp. | Air India Express-vlucht 812               |
| 2010 | 28-07 | Een Airbus A321-231 van Airblue, onderweg van Karachi naar Islamabad, stort neer tijdens een landingspoging bij mist en zware regen. Alle inzittenden, honderdzesenveertig passagiers en zes bemanningsleden, komen om het leven. | Airblue-vlucht 202                         |
| 2010 | 03-08 | Een Antonov An-24 van Katekavia, bezig aan een binnenlandse vlucht tussen Krasnojarsk en Igarka, stort net voor de landing neer nadat het bij mist te laag aangevlogen is. Alle elf passagiers en een van de vier bemanningsleden komen om. |                                            |
| 2010 | 16-08 | Een Boeing 737-700 van de Colombiaanse luchtvaartmaatschappij AIRES crasht bij de landing in San Andrés op de Colombiaanse archipel San Andrés en Providencia voor de Nicaraguaanse kust. Een passagier komt om, 114 anderen raken gewond. Het vliegtuig was afkomstig van de hoofdstad Bogota. |                                            |
| 2010 | 24-08 | Een Embraer 190 van Henan Airlines, bezig aan een binnenlandse vlucht tussen Harbin en Yichun, stort tijdens de landing neer en vliegt in brand. 44 van de 96 inzittenden komen om het leven. | Henan Airlines-vlucht 8387                 |
| 2010 | 24-08 | Een Dornier Do 228 van de Nepalese luchtvaartmaatschappij Agni Air keert terug naar de hoofdstad Kathmandu omdat het door slecht weer niet kan landen in Lukla. De piloot meldt elektrische problemen en moet op zicht vliegen, maar rapporteert geen noodgeval, zodat hij niet kan uitwijken naar Simara, dat wegens het weer gesloten is. Bij Bastipur, op 34 kilometer van Kathmandu, vliegt het toestel tegen een heuvelrug, alle 14 inzittenden komen om het leven.                   |                                            |
| 2010 | 25-08 | Een Let L-410 Turbolet van Filair, registratienummer 9Q-CCN, met aan boord 18 passagiers en 3 bemanningsleden, stort neer tijdens een binnenlandse vlucht tussen Kinshasa-N'Dolo en Bandundu. Er is één overlevende. | Filaircrash 2010                           |
| 2010 | 04-11 | Een ATR 72 met 68 inzittenden, waarvan zeven bemanningsleden, stort neer tijdens een binnenlandse vlucht in Cuba. Er zijn geen overlevenden. | Aero Caribbean-vlucht 883                  |
| 2011 | 09-01 | Een Boeing 727-286 van Iran Air, onderweg van Teheran naar Urmia, raakt kort na een afgebroken landingspoging een berg. Van de 105 inzittenden komen 65 passagiers en alle twaalf bemanningsleden om het leven. | Iran Air-vlucht 277                        |
| 2011 | 07-05 | Een Xian MA60 van de Indonesische maatschappij Merpati Nusantara Airlines stort in zee op het einde van een vlucht tussen de West-Papoease steden Sorong en Kaimana. De 27 inzittenden komen allen om het leven. | Merpati Nusantara Airlines-vlucht 8968     |
| 2011 | 20-06 | Een Toepolev Tu-134 van RusAir stort net voor de landing neer in Petrozavodsk. Van de 52 inzittenden, 43 passagiers en 9 bemanningsleden, komen 47 mensen om het leven. | RusAir-vlucht 9605                         |
| 2011 | 08-07 | Een Boeing 727 van Hewa Bora Airways stort neer tijdens de landing op de luchthaven Bangoka Internationaal in Kisangani in het noordoosten van Congo-Kinshasa. Van de 118 inzittenden komen er 74 om het leven, 44 mensen overleven het ongeval. | Hewa Bora Airways-vlucht 952               |
| 2011 | 20-08 | Een Boeing 737-200 van First Air stort neer tijdens het aanvliegen van Resolute Airport in het Canadese poolgebied. Twaalf van de vijftien inzittenden komen om het leven. | First Air-vlucht 6560                      |
| 2011 | 07-09 | Een Jakovlev Jak-42 van Jak-Service stort met 8 bemanningsleden en 37 passagiers neer tijdens het opstijgen van de luchthaven Toenosjna bij Jaroslavl in Rusland. 43 inzittenden, waaronder een ijshockeyteam, komen direct om het leven, één passagier sterft een paar dagen later aan zijn verwondingen. | Jak-Service-vlucht 9633                    |
| 2011 | 16-09 | Tijdens de Reno Air Races in Reno (Nevada) stort een P-51 Mustang neer. De piloot en tien toeschouwers komen om en er vallen minstens 64 gewonden. Het toestel was ondeskundig gerepareerd en gemodificeerd en had scheuren door metaalmoeheid en overbelasting. |                                            |
| 2011 | 10-12 | Een Beechcraft Queen Air stort neer in Parañaque, een voorstad van de Filipijnse hoofdstad Manilla. Minstens 13 mensen, waaronder de drie inzittenden van het toestel, komen om en 20 mensen raken gewond. |                                            |
| 2012 | 02-04 | Net na het opstijgen van de luchthaven van het Russische Tjoemen stort een ATR 72 van de lokale luchtvaartmaatschappij UTair Aviation neer. Alle vier de bemanningsleden en 27 van de 39 passagiers komen bij de crash om het leven. Het toestel had Soergoet (Chanto-Mansië) als bestemming. |                                            |
| 2012 | 20-04 | Vlak voor de landing op Benazir Bhutto International Airport in Islamabad stort een Boeing 737 van Bhoja Air neer. Alle 11 bemanningsleden en 116 passagiers komen hierbij om het leven. | Bhoja Air-vlucht 213                       |
| 2012 | 09-05 | Een Russische Soechoj Superjet 100-95 vliegt tijdens een verkoopdemonstratie boven Java tegen een vrijwel verticale bergwand. De passagiers zijn vooral Russische vertegenwoordigers en Indonesische journalisten en potentiële klanten. Het TAWS-systeem had gewaarschuwd voor het terrein, maar de Russische bemanning had het alarm toegeschreven aan een systeemfout. Van de 45 inzittenden overleeft niemand het ongeluk.                                                             | Soechoj Superjet 100-ongeluk               |
| 2012 | 03-06 | Een McDonnell Douglas MD-83 van de Nigeriaanse maatschappij Dana Air stort neer op een gebouw nabij de luchthaven van Lagos. Alle 153 inzittenden (6 bemanningsleden en 147 passagiers) alsmede 16 mensen op de grond komen om het leven. Het toestel stond op het punt te landen na een vlucht vanuit Abuja. | Dana Air-vlucht 0992                       |
| 2012 | 06-06 | Bij een helikoptercrash in Peru komen 14 onderzoekers van een Zuid-Koreaans bedrijf om het leven. Onder hen een Nederlander. |                                            |
| 2013 | 09-02 | Een Cessna komt tijdens de start van Brussels South Charleroi Airport in de problemen en stort neer. Alle inzittenden, vijf personen uit dezelfde familie, komen om het leven. |                                            |
| 2013 | 04-03 | Een Fokker 50 van CAA stort neer tijdens de nadering van het vliegveld van de Congolese stad Goma. De vijf bemanningsleden en de loadmaster komen hierbij om het leven, de drie passagiers overleven de ramp. |                                            |
| 2013 | 29-04 | Vlak na het opstijgen vanaf Bagram Air Base, een Amerikaanse vliegbasis bij Baghram in Afghanistan, raakt een Boeing 747 van National Airlines overtrokken als gevolg van verschoven lading. Het toestel stort neer en alle zeven bemanningsleden komen om het leven. | National Airlines-vlucht 102               |
| 2013 | 19-10 | Een Pilatus Porter, een klein transportvliegtuig, verliest een vleugel en stort neer bij het Belgische Fernelmont. De piloot en de tien passagiers, die van plan waren een parachutesprong te maken, komen allen om het leven. | Vliegramp in Fernelmont                    |
| 2013 | 17-11 | Een Boeing 737 van Tatarstan Airlines crasht bij een mislukte doorstart op de Russische luchthaven Kazan. Het vliegtuig raakt de grond vrijwel verticaal en breekt in stukken. Alle 50 inzittenden, 44 passagiers en 6 bemanningsleden, komen om het leven. | Tatarstan Airlines-vlucht 363              |
| 2013 | 29-11 | Een Embraer ERJ 190-100 van LAM Mozambique stort neer nadat de gezagvoerder de hoogteselectie van de automatische piloot in stappen verlaagt tot onder grondniveau en de motoren vertraagt tot stationair. Hij bleek in korte tijd een groot aantal ingrijpende gebeurtenissen meegemaakt te hebben. Alle 33 inzittenden (27 passagiers en 6 bemanningsleden) komen om. | LAM Mozambique Airlines-vlucht 470         |
| 2014 | 11-02 | Een militaire C-130 Hercules stort neer in het noordoosten van Algerije. Het toestel werd gebruikt om soldaten en hun familieleden te vervoeren. Alle inzittenden, 99 passagiers en 5 bemanningsleden, komen om het leven. |                                            |
| 2014 | 08-03 | Een Boeing 777 van Malaysia Airlines met bestemming Peking verdwijnt ongeveer drie kwartier na vertrek van Kuala Lumpur International Airport van de radar. Na een uitgebreide zoektocht laat de Maleisische premier op 24 maart weten dat er geen twijfel meer bestaat dat het toestel is neergestort in het zuiden van de Indische Oceaan en dat alle inzittenden, 227 passagiers en 12 bemanningsleden, om het leven zijn gekomen. De piloot heeft mogelijk het neerstorten voorbereid. | Malaysia Airlines-vlucht 370               |
| 2014 | 23-07 | Een vliegtuig van TransAsia Airways stort neer bij het dorp Xixi in Taiwan tijdens een mislukte zichtlanding in stromende regen die het zicht beperkt tot minder dan 500 meter, gepaard met harde windstoten. Tijdens de vlucht en de landing negeren beide piloten voortdurend de veiligheidsprocedures. Van de 54 passagiers en 4 bemanningsleden komen er 48 om. | TransAsia Airways-vlucht 222               |
| 2014 | 24-07 | Een MD-83, eigendom van Swiftair en geleased door Air Algérie, stort met 110 passagiers en 6 bemanningsleden aan boord neer in de gemeente Gossi in het noorden van Mali. Er zijn geen overlevenden. | Air Algérie-vlucht 5017                    |
| 2014 | 28-12 | Een Airbus A320 van Indonesia AirAsia met bestemming Singapore verdwijnt met 155 passagiers en 7 bemanningsleden 42 minuten na vertrek van de internationale luchthaven Juanda (bij Surabaya) van de radar. Later blijkt dat het toestel in de Javazee is gestort. | Indonesia AirAsia-vlucht 8501              |
| 2015 | 04-02 | Een ATR 72-600 van TransAsia Airways stort vlak na vertrek uit Taipei in een rivier. Het vliegtuig, dat onderweg was naar Kinmen, had 5 bemanningsleden en 53 passagiers aan boord. Slechts 15 inzittenden overleven de ramp. | TransAsia Airways-vlucht 235               |
| 2015 | 09-03 | In Argentinië botsen bij Villa Castelli twee helikopters met elk vijf inzitten op elkaar. Allen komen om het leven: de beide piloten en acht Fransen die daar waren voor opnamen van een realityserie van de Franse omroep TF1. Onder de doden zijn drie topsporters: Camille Muffat Florence Arthaud en Alexis Vastine. | Helikopterbotsing bij Villa Castelli       |
| 2015 | 24-03 | In Frankrijk stort een Airbus A320 van Germanwings neer. Alle inzittenden, 144 passagiers en 6 bemanningsleden, komen om het leven. | Germanwings-vlucht 9525                    |
| 2015 | 25-06 | In Alaska vliegt een watervliegtuig met daarin acht toeristen en een piloot tegen een berg. Er zijn geen overlevenden. |                                            |
| 2015 | 30-06 | Een C-130 Hercules van het Indonesische leger stort vlak na vertrek van een basis bij Medan op Sumatra neer op een hotel. Alle inzittenden, twaalf personeelsleden en 101 passagiers, komen om. Ook op de grond vallen slachtoffers. |                                            |
| 2015 | 16-08 | Een ATR 42-300 van Trigana Air Service, met aan boord 49 passagiers en vijf bemanningsleden, stort tijdens een binnenlandse vlucht van Port Numbay naar Oksibil in de Indonesische provincie Papoea een half uur na opstijgen neer. Er zijn geen overlevenden. | Trigana Air Service-vlucht 267             |
| 2016 | 19-03 | Een Boeing 737-800 van Flydubai stort neer op Luchthaven Rostov aan de Don. Alle inzittenden, 55 passagiers en 7 bemanningsleden, komen om het leven. |                                            |
| 2016 | 19-05 | Een Airbus A320-232 van EgyptAir, op weg van Parijs naar Caïro, verdwijnt vlak nadat het toestel het Egyptische luchtruim is binnengevlogen van de radar. Aan boord waren 66 mensen, onder wie 56 passagiers. | EgyptAir-vlucht 804                        |
| 2016 | 28-11 | Een AVRO RJ85 van LaMia Bolivia, op weg van Santa Cruz de la Sierra naar Medellín, vliegt tegen een berg aan. Aan boord waren 77 personen, van wie er slechts zes de ramp overleefden. | LaMia Airlines-vlucht 2933                 |
| 2016 | 07-12 | Een ATR 42 van Pakistan International Airlines, op weg van Chitral naar Islamabad, stort neer nabij Havelian. Aan boord waren 48 personen, onder wie 42 passagiers. | Pakistan International Airlines-vlucht 661 |
| 2016 | 25-12 | Een Toepolev Tu-154 van de Russische strijdkrachten stort kort na opstijgen neer in de Zwarte Zee. Alle inzittenden, 84 passagiers en 8 bemanningsleden, komen om het leven. Onder de passagiers bevonden zich 64 leden van het Aleksandrovkoor, op weg naar een optreden voor Russische troepen in Syrië. |                                            |
| 2017 | 16-01 | Turkish Airlines-vlucht TK-6491, uitgevoerd door MyCargo met een Boeing 747-400-vrachtvliegtuig, stort neer op een dorp in de buurt van de luchthaven van de Kirgizische hoofdstad Bisjkek. Inclusief de vier inzittenden komen 32 mensen om het leven. Het toestel was onderweg van Hongkong naar Istanboel en had in Bisjkek een tussenlanding moeten maken. |                                            |
| 2017 | 07-06 | Een vliegtuig van de luchtmacht van Myanmar, onderweg van Myeik naar Yangon, verdwijnt boven de Andamanse Zee. Aan boord zijn 122 personen: bemanning, soldaten en hun familieleden. De volgende dag worden de eerste wrakstukken en lichamen gevonden. |                                            |
| 2018 | 11-02 | Een Antonov An-148 van Saratov Airlines, onderweg van Moskou naar Orsk, stort kort na vertrek van de luchthaven Domodedovo neer. Alle inzittenden, 65 passagiers en zes bemanningsleden, komen om het leven. | Saratov Airlines-vlucht 703                |
| 2018 | 18-02 | Een ATR 72 van Iran Aseman Airlines stort neer in het Zagrosgebergte in het zuiden van Iran. Het toestel was onderweg van Teheran naar Yasuj. Geen van de 65 inzittenden (zes bemanningsleden en 59 passagiers) overleeft het ongeluk. | Aseman Airlines-vlucht 3704                |
| 2018 | 11-03 | Een Turks privévliegtuig met 11 inzittenden, op weg van Sharjah naar Istanboel, stort neer in het zuidwesten van Iran. Alle inzittenden komen om het leven. |                                            |
| 2018 | 12-03 | Een Bombardier Dash 8-Q400 van US-Bangla Airlines vliegt bij de landing op de internationale luchthaven Tribhuvan bij Kathmandu in Nepal in brand. Aan boord zijn 67 passagiers en vier bemanningsleden. 51 van hen overleven de ramp niet. | US-Bangla Airlines-vlucht 211              |
| 2018 | 11-04 | Een Iljoesjin Il-76 van de Algerijnse luchtmacht stort vlak na het opstijgen van de luchtmachtbasis in Boufarik neer. Alle inzittenden, 10 bemanningsleden en 247 passagiers, komen om het leven. |                                            |
| 2018 | 18-05 | Een Boeing 737 in dienst van Cubana de Aviación met bestemming Holguín stort neer na het opstijgen vanaf José Martí International Airport bij Havana in Cuba. Alle zes bemanningsleden en 104 van de 107 passagiers komen vrijwel direct om het leven. Twee van de overlevenden overlijden later in het ziekenhuis. | Cubana de Aviación-vlucht 972              |
| 2018 | 28-06 | Een chartervliegtuig van Mumbai's UY Aviation stort neer op een verlaten bouwterrein in een buitenwijk van Mumbai in India. De vier inzittenden (twee piloten en twee luchtvaartingenieurs) alsmede één persoon op de grond komen om het leven. |                                            |
| 2018 | 04-08 | In de Zwitserse Alpen stort een Junkers Ju 52 (bouwjaar 1939) neer. Alle 20 inzittenden komen om. |                                            |
| 2018 | 29-10 | Onderweg van de internationale luchthaven Soekarno-Hatta bij Jakarta naar Pangkal Pinang stort een Boeing 737 MAX 8 van de Indonesische maatschappij Lion Air neer in de Javazee, mogelijk door ontwerpfouten in MCAS, de overtrekbeveiliging. Geen van de 181 passagiers en 8 bemanningsleden overleeft het ongeluk. | Lion Air-vlucht 610                        |
| 2019 | 10-03 | Een Boeing 737 MAX 8 van Ethiopian Airlines, onderweg naar Jomo Kenyatta International Airport in Kenia, stort zes minuten na vertrek van de Ethiopische luchthaven Bole Internationaal neer, mogelijk door ontwerpfouten in MCAS, de overtrekbeveiliging. Alle inzittenden (149 passagiers en 8 bemanningsleden) komen om het leven. | Ethiopian Airlines-vlucht 302              |
| 2019 | 05-05 | Een Soechoj Superjet 100 van Aeroflot met 5 bemanningsleden en 73 passagiers maakt na blikseminslag een noodlanding op luchthaven Sjeremetjevo in Moskou. De staart raakt enkele keren de grond en vliegt in brand. De meeste van de 40 omgekomen passagiers zaten achterin. Ook een bemanningslid overlijdt. | Aeroflot-vlucht 1492                       |
| 2019 | 30-11 | Kort na de start stort een Pilatus PC-12 met twaalf inzittenden door slechte weersomstandigheden neer in een maïsveld ten zuiden van Chamberlain (South Dakota). Het zicht is slecht en er woeden sneeuwstormen. Negen mensen, waaronder twee kinderen, komen om, de overigen raken gewond. |                                            |
| 2019 | 27-12 | Kort na de start stort een Fokker 100 van Bek Air neer op een gebouw van 2 verdiepingen in Kazachstan; 13 mensen komen om het leven. | Bek Air-vlucht 2100                        |

## 2020–heden
| Jaar | Datum | Omschrijving | Artikel                                     |
| ---- | ----- | --- | ------------------------------------------- |
| 2020 | 05-02 | Pegasus Airlines-vlucht van İzmir naar Istanboel raakt na de harde landing naast de landingsbaan. De Boeing 737-800 breekt hierdoor in drie stukken. Er zijn 179 gewonden en drie doden. | Pegasus Airlines-vlucht 2193                |
| 2020 | 22-05 | Pakistan International Airlines-vlucht 8303, van Lahore naar Karachi stort neer drie kilometer van de landingsbaan, 97 inzittenden komen om. | Pakistan International Airlines-vlucht 8303 |
| 2020 | 15-07 | Een vliegtuig van de Turkse veiligheidsdienst stort, door onbekende oorzaak, neer waarbij zeven leden van de dienst omkomen. |                                             |
| 2020 | 07-08 | Air India Express-vlucht 1344 van Dubai naar Kozhikode gleed na heftige regenval van de landingsbaan en brak in stukken. Beide piloten en 16 passagiers komen om. |                                             |
| 2021 | 09-01 | Kort na opstijgen van luchthaven Soekarno-Hatta, verliest Sriwijaya Air-vlucht 182 snel hoogte, ruim 3000 meter binnen 1 minuut. Het betreft een Boeing 737-500, met 62 mensen aan boord. | Sriwijaya Air-vlucht 182                    |
| 2022 | 21-03 | China Eastern Airlines-vlucht 5735 van Kunming naar Guangzhou, die uitgevoerd wordt met een Boeing 737, stort neer in bergachtig gebied ten zuidoosten van de stad Wuzhou in de regio Guangxi. Geen van de 123 passagiers en 9 bemanningsleden overleeft het ongeluk.                                                 | China Eastern Airlines-vlucht 5735          |
| 2023 | 15-01 | Yeti Airlines-vlucht 691 van Kathmandu naar Pokhara stort vlak voor de landing neer, waarbij alle 72 inzittenden het leven laten. | Yeti Airlines-vlucht 691                    |
| 2023 | 23-08 | Een zakenvliegtuig type Embraer Legacy 600 stort in Rusland neer nabij Koezjenkino in de oblast Tver. Alle tien inzittenden komen om. Slachtoffers zijn onder andere de leiders van de Russische paramilitaire Wagnergroep: Jevgeni Prigozjin, Dmitri Oetkin en Valery Tsjekalov. Een aanslag wordt niet uitgesloten. | Vliegtuigcrash leiding Wagnergroep          |
| 2024 | 19-05 | Bij een helikoptercrash in Varzaqan (Iran) komen 3 bemanningsleden en 6 passagiers waaronder de president van Iran Ebrahim Raisi en de minister van Buitenlandse Zaken Hossein Amir-Abdollahian om het leven. | Helikoptercrash in Varzaqan (2024)          |
| 2024 | 09-08 | Een ATR 72-500 van Voepass Linhas Aéreas verongelukt bij São Paulo, Brazilië. 58 passagiers en 4 bemanningsleden komen om het leven. | Voepass Linhas Aéreas-vlucht 2283           |
| 2024 | 25-12 | Vlucht 8243 van Azerbaijan Airlines stort neer in Kazachstan bij een noodlanding, 38 mensen komen om het leven. | Azerbaijan Airlines-vlucht 8243             |
| 2024 | 29-12 | Vlucht 2216 van Jeju Air schuift in Muan aan het einde van de landingsbaan van de baan en botst op een wal. Hierdoor vliegt het toestel in brand en explodeert het. 179 inzittenden komen om. | Jeju Air-vlucht 2216                        |
| 2025 | 29-01 | American Eagle-vlucht 5342 uitgevoerd met een Bombardier CRJ701 ER komt vlak voor de landing op Ronald Reagan Washington National Airport bij Washington in botsing met een UH-60 Black Hawk van de United States Army. Beide vliegtuigen storten neer. 67 mensen komen om het leven.                                 | American Eagle-vlucht 5342                  |
| 2025 | 17-02 | Delta Connection-vlucht 4819 uitgevoerd met een Bombardier CRJ900 verongelukt op de luchthaven van Toronto Pearson international airport. Het toestel belandt op zijn kop in de sneeuw. Alle inzitenden overleven het ongeval, er zijn 21 gewonden.                                                                   | Delta Connection-vlucht 4819                |
| 2025 | 12-06 | Air India-vlucht 171, uitgevoerd met een Boeing 787-8 Dreamliner, verongelukt in bewoond gebied vlak na vertrek van de luchthaven in Ahmedabad. Het toestel was op weg naar London Gatwick Airport met 242 mensen aan boord. Er is één overlevende passagier, op de grond verliezen 24 mensen het leven.              | Air India-vlucht 171                        |